# Gilmour Menzies Anderson
Sir Gilmour Menzies Anderson, britanski general, * 29. april 1914, Glasgow, Škotska, † 12. december 1977, Glasgow, Škotska.
Med prvo činditsko operacijo leta 1943 je bil brigadni major 77. (indijske) pehotne brigade.